# 포드 프리스타일
포드 프리스타일은 미국의 자동차 회사인 포드에서 만들었던 SUV이다. 2004년에 출시되어 2009년까지 생산된 자동차이다.

## 설명
포드 프리스타일은 포드 토러스의 왜건형 차량인 포드 토러스 스테이션 왜건의 후속 모델로 등장하였다. 출시된 2004년부터 2009년에 단종되기까지 총 2번의 세대 교체가 있었다. 2004년부터 2007년까지 생산된 1세대와 2008년부터 2009년까지 생산된 2세대로 구분이 된다. 2세대 포드 프리스타일은 포드 토러스 X라는 이름으로서 포드 토러스의 SUV 사양으로 판매된 차종이였다. 주로 판매된 국가로는 미국, 캐나다로 이루어진 북아메리카가 있으며 대한민국에서도 정식으로 수입된 차종이다.

## 같이 보기
- 포드
- 포드 토러스
- SUV

]